# Magistrats de l'Empire romain
 (décembre 2014).
 (mai 2012).
Après la chute de la République romaine, les vieilles magistratures (dictature, consulat, préture, censure, édilité, questure et tribunat) sont en partie abandonnées, le reste perdant tout pouvoir. L’empereur devient le maître de l’État. L’arrivée de l’Empire est équivalente à la restauration de l’ancienne monarchie. L'empereur détient un pouvoir incontesté, le sénat redevient simple conseiller sans pouvoir et les assemblées totalement impuissantes.
Une distinction doit être faite entre le titre de « princeps » et celui d'« empereur ». Alors que le mot « empereur » dérive du titre honoraire d’« imperator », le mot lui-même n'apparaît sous sa forme moderne que lorsque Charlemagne est couronné « empereur » au VIIIe siècle. Le terme le plus approprié pour parler des premiers empereurs serait « princeps ». Ce terme signifie simplement « le premier citoyen ».
Sous l'Empire, la plupart des vieilles magistratures républicaines continuent d'exister. Néanmoins, elles deviennent rapidement impuissantes.

## Empereur (princeps)
Théoriquement, le sénat élit chaque nouvel empereur. En pratique, cependant, chaque empereur nomme son propre successeur. Après sa mort, il accorde ses pouvoirs légaux à son successeur (pouvoirs tribuniciens et imperium proconsulaire) qui sont théoriquement nécessaires pour qu'on le nomme empereur. Après la mort de l'empereur, c'est à l'armée de ratifier ou de rejeter son choix. Si un individu a le soutien de l'armée, le sénat acquiesce sous l'apparence d'une élection indépendante.
Le rang légal sur lequel le pouvoir de l'empereur repose est son imperium proconsulaire et ses pouvoirs tribuniciens. Son imperium proconsulaire lui donne le pouvoir de commander l'armée romaine entière. Ses pouvoirs tribuniciens lui procurent tout pouvoir sur l'appareil civil à Rome et rend sa magistrature et sa personne sacrosaintes.

### Pouvoirs consulaire et proconsulaire
En vertu de son imperium proconsulaire (imperium proconsulare), l'empereur tient le même rang d’imperium que les consuls. Cela lui confère le même degré d'autorité qu'ont détenu les consuls. Cependant, comme l'empereur n'est (quasiment) jamais un consul, il n'est pas régi par les restrictions constitutionnelles de cette magistratures. Par exemple, il n'est pas requis d'observer la collégialité (il n'a ainsi pas de collègue) et ces actes ne peuvent être bloqués par un veto.
Son imperium proconsulaire lui donne le commandement et l'autorité sur tous les proconsuls. Depuis que les proconsuls commandent chaque province, la plupart de l'armée romaine y cantonne. Ainsi, en commandant les proconsuls, l'empereur acquiert le commandement de la quasi-totalité de l'armée romaine.
Enfin, le rang d’imperium qui est accordé à l'empereur inclut des pouvoirs qui, sous la République, sont réservés au sénat et aux assemblées. Cela inclut le droit de déclarer une guerre, de ratifier des traités et de négocier avec les nations étrangères.

### Pouvoirs tribuniciens
Alors que l’imperium proconsulaire donne à l'empereur l'autorité sur l'appareil militaire romain, ses pouvoirs tribuniciens (potestas tribunicia) lui procurent les pouvoirs sur l'appareil civil romain. Il se peut que l'aspect le plus utile des pouvoirs tribuniciens soit son prestige. Ce prestige provient de l'histoire populaire de cette magistrature (le tribunat).
Ses pouvoirs tribuniciens donnent à l'empereur le rang légal de présider (et ainsi de dominer) les assemblées et le sénat. Ils lui donnent aussi le droit de mettre son veto à tous les actes des assemblées populaires et du sénat. Cependant, les assemblées perdent rapidement leurs pouvoirs, et une obstruction de la part du sénat contre l'empereur est improbable.
Quand un empereur est investi des pouvoirs tribuniciens, sa magistrature et sa personne deviennent sacrosaintes. C'est une offense capitale de faire du mal (ou du mois essayer) à l'empereur. C'est aussi une offense capitale (punie de mort) de faire obstruction à l'empereur, ou de dire du mal de lui.

### Pouvoirs supplémentaires
L'empereur a l'autorité pour réaliser les devoirs qui, sous la République, sont réservés aux censeurs ; notamment la collecte des taxes et le droit d'accorder des subventions publiques. Il peut aussi contrôler la moralité publique (censure) et effectuer un cens. Ayant le contrôle du cens, l'empereur a un contrôle absolu sur l'adhésion de membres au sénat.
Il a le pouvoir de publier des edicta (« édits »), des decreta (« décrets »), et des rescripta (« rescrits »). Les edicta concernent généralement les affaires associées à l'armée, le trésor, ou le ravitaillement. Les decreta sont des décisions judiciaires. Les rescriptasont publiées en réponse à d'importantes questions posées par des citoyens privés.
Sous la République, l’aerarium Saturni (Trésor public du temple de Saturne) contient le trésor de l'état. Seul le sénat en a le contrôle. Au début du principat, le sénat garde un temps le contrôle sur l’aerarium Saturni, mais le perd cependant petit à petit. L'empereur Auguste établit deux nouvelles trésoreries. Celles-ci sont le fiscus Caesaris et l’aerarium militare. Le fiscus Caesaris remplace l’aerarium Saturni, et devient ainsi la principale trésorerie de Rome. Alors que l'empereur contrôle maintenant la trésorerie publique, il ne viole pas techniquement la tradition (comme s'il avait pris catégoriquement le contrôle de l’aerarium Saturni). L’aerarium militare est de moindre importance. Sa seule fonction significative est de contenir les fonds nécessaires pour payer les soldats.
L'empereur a aussi le contrôle sur les institutions religieuses. En dominant tant les institutions politiques que religieuses, l'empereur devient le vrai maître de l'état.

## Magistrats républicains sous l'Empire
Sous l'Empire, les citoyens sont divisés entre trois classes. Celles-ci sont l'ordre sénatorial, l'ordre équestre et les plébéiens. Chaque citoyen peut faire carrière dans les services publics. Chacune de ces trois classes a des possibilités de carrières séparées (connues sous le nom de cursus honorum). Les magistratures de la vieille république sont seulement autorisées aux citoyens de la classe sénatoriale. Les magistratures qui ont survécu à la chute de la République sont (par ordre de rang selon le cursus honorum) le consulat, la préture, le tribunat de la plèbe, la questure, l'édilité et le tribunat militaire.

### Consuls
Pendant la transition de la République à l'Empire, les pouvoirs essentiels des consuls républicains sont transférés à l'empereur. En plus, on doit être nommé par l'empereur avant de se présenter à la moindre magistrature. Le résultat est la perte d'indépendance des consuls, et ainsi tant de ses pouvoirs que de son prestige. De plus, sous l'Empire, les consuls démissionnent souvent avant le terme de leur mandat, ce qui affaiblit d'autant plus le consulat. Ayant des consuls affaiblis, le sénat lui-même perd de son influence et l'empereur devient de plus en plus puissant.
Après la chute de la République, les consuls n'ont aucun pouvoir réel. L'autorité (ainsi que le prestige) du consulat se dégrade et les consuls deviennent, en quelque sorte, des édiles de haut rang. Les consuls impériaux président le sénat, peuvent agir comme juges dans certaines affaires criminelles, et contrôlent les jeux et démonstrations publics. En général, l'autorité consulaire ne s'étend pas au-delà de l'administration civile de l'Italie ou des provinces sénatoriales.

### Préteurs
Un temps bref, les préteurs ont le contrôle du trésor. Le pouvoir des préteurs est alors à son apogée quand ils président aussi les quaestio perpetua (« cours de justice permanentes »). L'importance de la préture s'effondre quand l'empereur Hadrien publie un décret appelé edictum perpetuum. Ce décret prive la préture de son droit de publier des édits, et transfère la plupart des pouvoirs judiciaires aux consuls ou aux juges des cours provinciales.

### Tribuns
Sous l'Empire, les tribuns restent sacrosaints. En théorie, ils gardent le pouvoir de convoquer (ou d'exercer leurs droits de veto sur) le sénat et les assemblées. Les pouvoirs des tribuns sur les assemblées ne signifient plus rien depuis que les assemblées elles-mêmes n'ont plus de pouvoirs réels. La seule influence réelle des tribuns est de pouvoir mettre un veto à une décision sénatoriale. Les tribuns ont aussi le pouvoir de mettre des amendes et ont gardé leur pouvoir de provocatio.

### Questeurs
Auguste divise le collège des questeurs en deux. Une partie sert dans les provinces sénatoriales. L'autre partie assiste l'administration du gouvernement central.
Un questeur est assigné à chaque province sénatorial, hormis la Sicile qui en a deux, pour un total de douze questeurs. Pour le reste des huit questeurs, deux servent à la juridiction interne à la ville de Rome (les quaestores urbani). Enfin, les deux consuls et l'empereur se voient assignés deux questeurs chacun.

### Édiles
Sous Auguste, le contrôle du ravitaillement en grain est transféré des édiles à un conseil spécial. Ensuite, ils perdent leurs derniers pouvoirs, notamment celui de maintenir l'ordre dans la ville, ce qui rend cette magistrature vide de pouvoir, et elle disparaît vers le milieu du IIIe siècle.

### Magistratures abolies
Marc Antoine abolit les magistratures extraordinaires de dictateur et de maître de cavalerie durant son consulat de 44 av. J.-C. La magistrature d’interrex est aussi supprimée pendant la transition de la République à l'Empire. La censure disparaît définitivement après le règne de l'empereur Claude.

## Magistrats du Bas-Empire
Les magistrats n'ont guère plus de pouvoirs que les charges municipales après que Dioclétien est devenu empereur. Ses réformes ne font que graver ce qui s'effectue déjà. Les consuls ne peuvent que présider le sénat. Les préteurs et les questeurs ne peuvent qu'organiser des jeux publics. Le préteur garde malgré tout quelque autorité judiciaire limitée. Les autres magistratures disparaissent.
Les deux premiers consuls d'une année, les consules ordinarii, sont nommés par l'empereur. La fin du mandat des consules ordinarii est alors le 21 avril. Tous les autres consuls d'une année (ayant moins de prestiges, les consules suffecti), sont élus par le sénat, qui élit aussi les préteurs et les questeurs. Cependant, l'approbation de l'empereur est nécessaire pour que l'élection soit certifiée.

## Sources
- (en) Cet article est partiellement ou en totalité issu de l’article de Wikipédia en anglais intitulé « Executive Magistrates of the Roman Empire » (voir la liste des auteurs).